# Кадьяк-Стейшен (Аляска)
Кадьяк-Стейшен (англ. Kodiak Station) — переписна місцевість (CDP) в США, в окрузі Кодіяк-Айленд штату Аляска. Населення — 1673 особи (2020).

## Географія
Кадьяк-Стейшен розташований за координатами 57°46′5″ пн. ш. 152°35′45″ зх. д. / 57.76806° пн. ш. 152.59583° зх. д. (57.767950, -152.595907).  За даними Бюро перепису населення США в 2010 році переписна місцевість мала площу 80,11 км², з яких 60,04 км² — суходіл та 20,07 км² — водойми.

## Демографія
Згідно з переписом 2010 року, у переписній місцевості мешкала 1301 особа в 332 домогосподарствах у складі 324 родин. Густота населення становила 16 осіб/км².  Було 355 помешкань (4/км²).
Расовий склад населення:
| - 85,9 % — білих - 2,6 % — чорних або афроамериканців - 1,3 % — азіатів - 0,8 % — корінних американців - 0,2 % — вихідців з тихоокеанських островів - 1,4 % — осіб інших рас |

До двох чи більше рас належало 7,7 %. Частка іспаномовних становила 9,8 % від усіх жителів.
За віковим діапазоном населення розподілялося таким чином: 39,4 % — особи молодші 18 років, 60,4 % — особи у віці 18—64 років, 0,2 % — особи у віці 65 років та старші. Медіана віку мешканця становила 23,1 року. На 100 осіб жіночої статі у переписній місцевості припадало 115,8 чоловіків;  на 100 жінок у віці від 18 років та старших — 122,0 чоловіків також старших 18 років.
Середній дохід на одне домашнє господарство  становив 63 792 долари США (медіана — 61 923), а середній дохід на одну сім'ю — 63 792 долари (медіана — 61 923). 
Цивільне працевлаштоване населення становило 267 осіб. Основні галузі зайнятості: освіта, охорона здоров'я та соціальна допомога — 36,3 %, публічна адміністрація — 26,2 %, фінанси, страхування та нерухомість — 10,1 %, роздрібна торгівля — 9,0 %.